# Tomasz Ebner
Tomasz Ebner (zm. 1420 r.) – duchowny katolicki, dominikanin, biskup serecki od 31 lipca 1413 r. Na skutek pomyłki Stolicy Apostolskiej sprawował wspólnie rządy z Mikołjaem Venatorisem, do czasu jego przeniesienia w 1418 r. na jedno z biskupstw w Dalmacji.